# Appias mata
Appias mata är en fjärilsart som först beskrevs av Napoleon Manuel Kheil 1884.  Appias mata ingår i släktet Appias och familjen vitfjärilar. Inga underarter finns listade i Catalogue of Life.